# Gaetano De Sanctis
Gaetano De Sanctis (ur. 15 października 1870 w Rzymie, zm. 9 kwietnia 1957 tamże) – włoski historyk, specjalista z zakresu historii antycznej, senator dożywotni.

## Życiorys
W latach 1900–1929 był profesorem historii starożytnej na Uniwersytecie Turyńskim, następnie przez dwa lata wykładał w Rzymie. W 1931 musiał zrezygnować z pracy na uczelni w związku z odmową złożenia przysięgi wierności reżimowi faszystowskiemu. Do pracy naukowej powrócił w 1944.
1 grudnia 1950 prezydent Włoch Luigi Einaudi w uznaniu zasług powierzył mu godność dożywotniego senatora. Gaetano De Sanctis zasiadał w Senacie I i II kadencji, tj. do czasu swojej śmierci.
Był autorem licznych prac naukowych z zakresu historii, m.in. Per la scienza dell'antichità (1909), Atthis (1912), Problemi di storia antica (1932), Storia dei Greci, 2 voll. (1939), Storia dei Romani (8 tomów 1907–1964).